# Sidi Aïssa (kommun i Marocko)
Sidi Aissa (franska: Sidi Aissa (CR), Sidi Aissa (Commune Rurale), arabiska: لمصابح) är en kommun i Marocko.   Den ligger i provinsen Safi och regionen Marrakech-Safi, i den norra delen av landet, 260 km sydväst om huvudstaden Rabat. Antalet invånare är 9 719.